# Miłość bez końca (film 1963)
Miłość bez końca (oryg. Liang Shan Bo yu Zhu Ying Tai, (chiń. 梁山伯與祝英台) – hongkoński film muzyczny z 1963 roku w reżyserii Li Han-hsianga.

## Obsada
Źródło: Internet Movie Database

- Li-chu Chang
- Yanyan Chen – matka Ying-tai
- Kuang Chao Chiang – uczeń
- Chuang Chiao
- Han Chin
- Miao Ching – ojciec Ying-tai
- Mu Chu
- Chiang Fung
- Julia Hsia
- King Hu
- Man Huang
- Chieh Jen – Yin-xin
- Ting Jing
- Pao-Shu Kao – żona dyrektora szkoły
- Carrie Ku Mei
- Feng Ku – muzyk orkiestry weselnej
- Shan Kwan
- Hsiang Chun Li
- Kun Li – Si-jiu
- Ting Li
- Ivy Ling Po – Liang Shan-bo (jako Ling Po)
- Mar Lo
- Betty Loh – Zhu Ying-tai
- Chou Mo – uczeń
- Sha-fei Ouyang – matka Shan-bo
- Yen Shih
- Dan Tang
- Grace Ting Ning
- Chung Wang
- Hsiu Wen
- Chih-Ching Yang – dyrektor szkoły
- Jackie Chan

## Nagrody
W 1963 roku podczas Golden Horse Film Festival film zdobył nagrodę Golden Horse Award w kategorii Best Film, Betty Loh zdobyła nagrodę w kategorii Best Actress, Li Han-hsiang zdobył nagrodę w kategorii Best Director, Chiang Hsing-lung zdobył nagrodę w kategorii Best Editing a Lan-Ping Chow zdobył nagrodę w kategorii Best Music. Ivy Ling Po zdobyła nagrodę Special Jury Award.